# Kurön

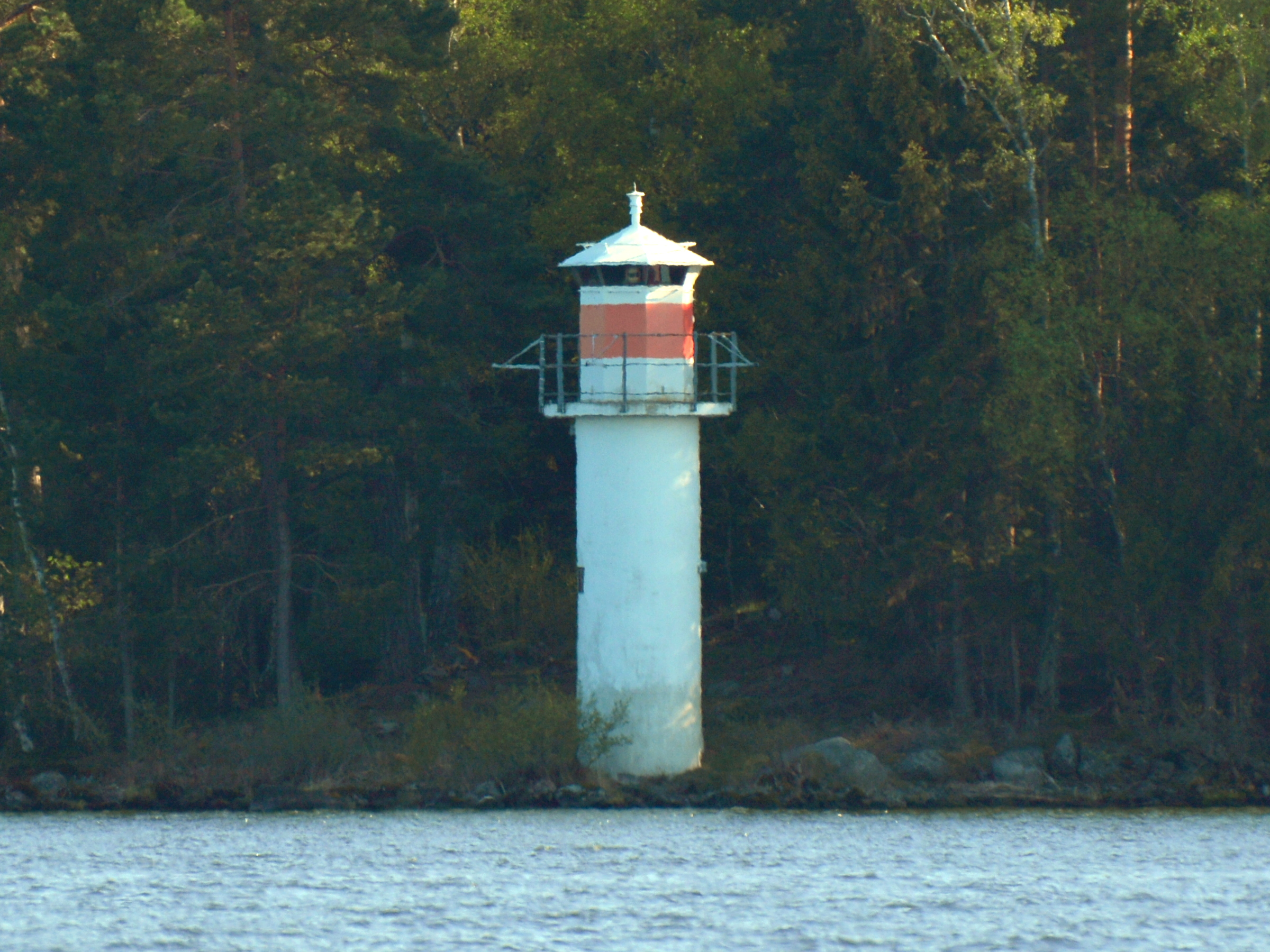
Kuröns fyr.

Kurön är en ö i Mälaren i Adelsö socken i Ekerö kommun i Uppland, Stockholms län.
Kurön, som även kallas Hoppets Ö, ägs sedan 1912 av Frälsningsarmén som på ön bedriver behandling för blandmissbrukare. Tidigare togs bara män emot, men sedan 2009 tar man även emot kvinnliga klienter. Behandlingshemmet är uppbyggt som ett eget samhälle med omkring 25 byggnader. Klienterna har möjlighet att deltaga i olika arbetsgrupper som kök, hemvård/tvätt, jord- och skogsbruk, reparation/underhåll och trädgårdsarbete m.m. Kurser och föreläsningar är andra viktiga delar i behandlingen.
Ön är 185 hektar stor och består av skogs- och åkermark. Närmaste grannöar är Adelsön och Björkö med Birka.
År 2022 beslöt Frälsningsarmén
att lägga ned den verksamhet som de  tidigare bedrivet på ön och i mars 2023 övertogs fastigheten av en privatperson.